# Rogério Tavares
Rogério Manuel de Castro Tavares (ur. 3 grudnia 1912 w Porto) – portugalski strzelec, olimpijczyk.
Brał udział w igrzyskach olimpijskich w latach 1952 (Helsinki) i 1960 (Rzym). Na obydwu startował w konkurencji pistoletu szybkostrzelnego z odległości 25 metrów; w Helsinkach zajął 21. miejsce, natomiast w Rzymie uplasował się na 49. miejscu.

## Wyniki olimpijskie
| Igrzyska | Konkurencja                   | Wynik                 | Miejsce    | Źródło |
| -------- | ----------------------------- | --------------------- | ---------- | ------ |
| IO 1952  | Pistolet szybkostrzelny, 25 m | 556 punktów (284-272) | 21 (na 53) | [ 1 ]  |
| IO 1960  | Pistolet szybkostrzelny, 25 m | 542 punkty (278-264)  | 49 (na 57) | [ 2 ]  |